# 聖書キリスト教会

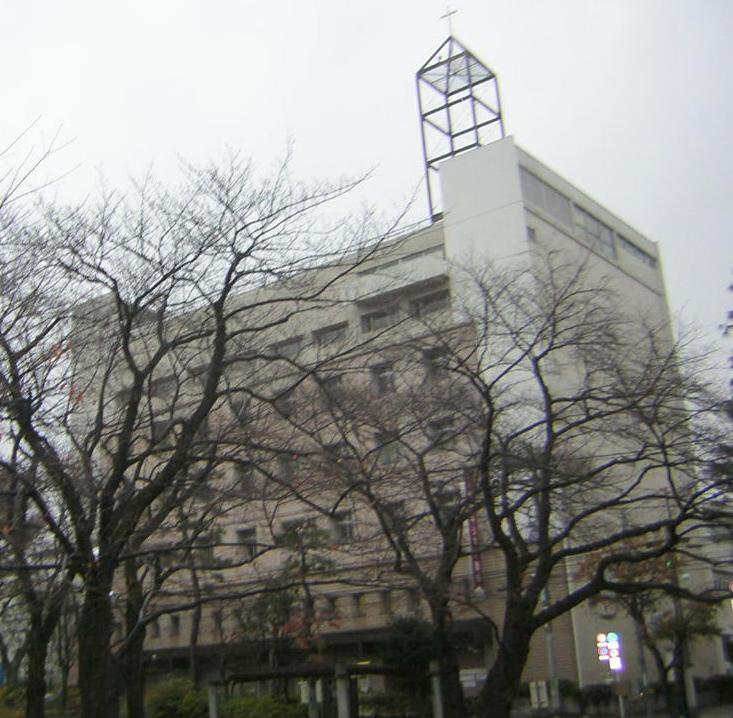
聖書キリスト教会 東京教会

聖書キリスト教会（せいしょキリストきょうかい、THE BIBLICAL CHURCH）は、聖書信仰に立つ、福音主義プロテスタントの団体。福音派の日本福音同盟に加盟している。

## 歴史
1953年3月15日主日、尾山令仁が高田馬場の路傍で開拓伝道した所から始まる。尾山は翌年の1954年3月12日に按手礼を受け、4月18日に最初の洗礼式が行われ、7人受洗。1957年に長老と執事が立てられる。
1958年12月から翌年5月まで尾山が宣教師としてフィリピンに遣わされ、日本の罪を謝罪した。 1960年には会堂を取得し、1961年に「高田馬場教会」として宗教法人の認証を受けた。1966年 久米川で伝道を開始。前橋、我孫子、町田、吉祥寺、松戸、沼津まで働きを広げている。1969年1月後継者育成機関の東京神学校開校。
1973年20周年記念誌発行。1976年高田馬場教会を6教区に分ける。1978年、聖書キリスト教会に改称した。2003年50周年記念。

## 沿革
- 1953年3月15日 尾山令仁が独力で高田馬場で路傍伝道を始めた。
- 1954年3月22日　尾山按手礼式、4月18日第一回洗礼式。
- 1956年5月　春季特別天幕集会90人出席
- 1957年1月2日　長老3人、執事3人選出、平山鉎次郎が長老
- 1958年3月16日 創立5周年記念礼拝、12月から尾山東南アジア謝罪運動。
- 1959年12月　13人が受洗。
- 1960年7月　教会会館購入
- 1961年 宗教法人の認証を受ける。長老2人、執事2人補充、信田勇が長老となる。
- 1962年 年間指針「教会の前進」、4月26日海外宣教大会、8月尾山師、台湾、東南アジア宣教旅行
- 1963年4月　宮元幸子（旧姓:豊島、後結婚により辞任）が婦人伝道師となる。12月尾山韓国謝罪旅行。
- 1964年4月　信徒聖書学校開校。
- 1965年年間方針「他人の幸福への奉仕」、10月尾山師韓国訪問
- 1966年 久米川で伝道を開始。
- 1967年年間方針「神第一主義の徹底」　2月高田馬場教会大会　長老2人補充、10月ビリー・グラハム国際大会に教会参加
- 1968年教会における班活動
- 1969年1月3日　東京神学校開校式。
- 1970年8月　信田勇長老韓国訪問、9月23日尾山ら、日本に焼き討ちされた堤岩教会献堂式に出席。10月6日山村政明永眠。
- 1971年3月20日　東京神学校卒業式、8月尾山師渡米。
- 1972年7月3日 小川晃牧師按手式。
- 1973年3月18日 宣教開始20周年記念礼拝 4月1日神戸改革派神学校卒業の弘中恒生牧師が東大和教会牧師となる。4月28日宣教開始20周年記念集会 11月29日平山長老教会葬（11月23日召天）
- 1974年1月13日　教会大会
- 1975年 長老3人、執事7人補充
- 1976年 執事4人補充
- 1977年 執事4人補充
- 1978年 設立当時は単立の高田馬場教会であったが、教会員の増加に伴い礼拝を午前・午後の二部制ではおさまらず、年間指針「すべてをささげて教会を前進させよう」、「聖書キリスト教会」として発足した。平山義明宣教師が香港に滞在し、そこから中華人民共和国に宣教。
- 1979年 長老2人　執事10人補充
- 1980年 ビリー・グラハム国際大会に教会参加
- 1981年 執事2人補充
- 1982年年間指針「愛の共同体となろう」　10月高田馬場教会・新会堂献堂式
- 1983年 岡野俊之牧師按手式。
- 1984年 久米川教会と東大和教会が合同する。
- 1985年4月 尾山謙仁牧師按手式。4月13日吉祥寺教会（尾形守牧師、現:希望の教会）発足
- 1986年6月 尾山清仁牧師按手式。
- 1987年1月1日 所沢教会発足
- 1988年1月1日 大和教会発足
- 1989年 年間指針「福音宣教による一致と前進」、聖書キリスト教会役員機構改定
- 1990年 年間指針「御言葉に生かされる愛の教会」、「90委員会」が発足、キリスト教再建主義者になった床田亮一牧師、富井健牧師が辞任。
- 1991年1月17日 教会大会・長老6人、執事13人補充。「90委員会」解散。
- 1992年 高田馬場教会に韓国礼拝部誕生
- 1993年 ロサンジェルス教会発足
- 1994年 成田中央教会加入
- 1995年 神田川の改修工事のため練馬区豊玉北に新会堂を購入、リニューアルし本部を移転。
- 1996年 年間指針「あなたの心をわたしに与えよ」
- 1997年10月全日本リバイバルミッション東京国際大会・キックオフ集会に教会参加。10月北朝鮮への謝罪第一回。
- 1998年9月 東京リバイバルミッション（日本武道館）の大会会長に尾山、教会参加。10月北朝鮮への謝罪第二回
- 1999年1月 柏ビブリカルホーム発足、5月10日東京教会の会堂にBELCA賞受賞。
- 2000年1月 浦和シオンチャペル発足、押久保良牧師按手式
- 2001年 年間指針「復活の力に生きる」、1月東京シャローム教会加入、4月1日韓国礼拝部が弟子共同体教会として発足。10月11日、黒川知文牧師按手式
- 2002年 年間指針「主の証人として生きる」
- 2003年3月 50周年記念礼拝、10月 50周年記念集会、50周年記念誌『聖書の真理に従い50年』発行。

## 教理
聖書信仰を堅持する穏健なカルヴァン主義の長老主義の教会である。改革派系福音派の代表的な教会の一つといわれてきた。聖霊論はマーティン・ロイドジョンズの釈義を採用している。聖書キリスト教会の信仰告白は『聖書の教理』で解説されている。

## 教会政治
長老制を採るが、歴史的なスコットランド教会などの長老教会の制度は、規模、文化が違うので日本キリスト改革派を含めて、長老教会は日本には存在していない、としている。

## 教会生活
『教会員必携』（羊群社）に記されている。信仰生活のための手引きは、『信仰生活の手引き』（いのちのことば社）、霊的、知的面は『天国への旅人-信仰者の手引き-』（羊群社）、教会生活は『キリスト者の生活指針』（ニューライフ出版社）、主の弟子となるための『主の弟子となる』（羊群社）があり、また『主の弟子となる』の簡易版として『信仰生活の手ほどき』（キリスト新聞社）が出版されている。

## 主な牧師
- 尾山令仁（1954年3月22日按手式、創立者・元会長牧師）
- 小川晃（1972年6月25日按手式）
- 岡野俊之（1983年按手式）
- 尾山謙仁（1985年4月按手式）
- 尾山清仁（1986年6月按手式、2代目会長牧師）
- 黒川知文（2001年10月11日按手式）

## 宣教師
- 平山義明

## 教会堂
宗教法人本部がある聖書キリスト教会・東京教会（練馬区豊玉北一丁目）の教会堂は、カステラ屋の文明堂の工場を改装した延床面積5,416㎡、地上7階地下2階の建築で、6階に大礼拝堂、3階に小礼拝堂がある。現在、日本で最大規模のプロテスタント教会の一つである。東畑建築事務所が設計し、1999年にBELCA賞ベストリフォーム部門を受賞した。

## 文書伝道
出版部の羊群社から聖書講解、現代訳聖書を発行している。羊群社は株式会社として発足し、後に宗教法人に統合された。聖書キリスト教会・東京教会内に羊群社の書店がある。

## 特色
- 文書伝道が盛んである。ディボーション用の月刊誌「羊群」を刊行している。
- 現代訳聖書（尾山令仁訳）を刊行している。

## 交通アクセス
- 西武池袋線江古田駅
- 都営地下鉄大江戸線新江古田駅
- 西武有楽町線新桜台駅